# 五华山站
五华山站位于甘肃省玉门市赤金镇，建于1956年，是兰新铁路的一个车站。距离兰州站855公里，距上行车站腰泉子站25公里，距下行车站低窝铺站25公里。该站隶属兰州铁路局。

## 业务范围
- 客运：办理旅客乘降;不办理行李、包裹托运;
- 货运：不办理货运营业